# Robert McAfee Brown
Robert McAfee Brown (1920-2001) est un ministre presbytérien américain, théologien et activiste .

## Biographie
Né le 28 mai 1920 à Carthage, Illinois, Brown est le fils d'un pasteur presbytérien et le petit-fils du théologien et pasteur presbytérien Cleland Boyd McAfee. Il obtient un baccalauréat de l'Amherst College en 1943 et est ordonné ministre presbytérien en 1944. Brown obtient un baccalauréat en théologie de l'Union Theological Seminary en 1945 et est aumônier de la marine américaine de 1945 à 1946. Récipiendaire d'une bourse Fulbright, Brown étudie à l'Université d'Oxford avant de terminer un doctorat en philosophie de la religion à l'Université Columbia en 1951. Il épouse Sydney Thomson et a quatre enfants.
Initialement, Brown enseigne à son alma mater, Union Theological Seminary, avant d'accepter un poste de professeur de religion à l'Université Stanford en 1962. Là, il devient un chef de file international dans les causes des droits civiques, de l'œcuménisme et de la justice sociale. Brown fait campagne contre l'implication des États-Unis dans la guerre du Vietnam et est cofondateur du groupe Clergy and Laity Concerned About Vietnam. Il est également observateur protestant au Concile Vatican II .
Brown quitte Stanford en 1975 pour retourner à Union en tant que professeur de christianisme mondial et d'œcuménisme, mais trouve rapidement son nouveau poste insatisfaisant. Il démissionne et est retourne dans la Bay Area, où il enseigne à la Pacific School of Religion à Berkeley, en Californie, jusqu'à sa retraite en 1984. Brown est l'auteur de 29 livres, et ses articles sont maintenant conservés à la Graduate Theological Union . Brown est décédé le 4 septembre 2001 à Greenfield, Massachusetts . Une série de conférences est nommée en son honneur .

## Ouvrages publiés
- PT Forsyth : Prophète d'aujourd'hui (1952)
- La Bible vous parle (1955, nouvelle éd. 1985)
- L'esprit du protestantisme (1961)
- Observateur à Rome: Un rapport protestant sur le Concile Vatican (1964)
- Les écrits rassemblés de saint Héréticus (1964)
- La révolution œcuménique: une interprétation du dialogue catholique-protestant (1973)
- Religion et violence: une introduction pour les Américains blancs (1973)
- La foi est-elle obsolète ? (1974)
- Frontières pour l'Église aujourd'hui (1974)
- Théologie dans une nouvelle clé: répondre à la théologie de la libération (1978)
- The Hereticus Papers : (étant le volume II de "The Collect'd Writings of St. Hereticus") (1979)
- Gustavo Gutierrez: Une introduction à la théologie de la libération (1980)
- Faire la paix dans le village global (1981)
- Nouvelles inattendues: lire la Bible avec les yeux du tiers monde (1984)
- Dire oui et dire non: sur le rendu à Dieu et à César (1986)
- L'essentiel Reinhold Niebuhr: essais et adresses sélectionnés (1986)
- Spiritualité et libération: surmonter le grand sophisme (1988)
- Elie Wiesel : Messager à toute l'humanité (1989)
- Persuadez-nous de nous réjouir: Le pouvoir libérateur de la fiction (1992)
- Théologie de la libération: un guide d'introduction (1993)
- Sombre la nuit, sauvage la mer (1998)
- Réflexions sur le long terme: A Memoir (2005)